# Remaucourt, Aisne

Remaucourt este o comună în departamentul Aisne din nordul Franței. În 1 ianuarie 2022 avea o populație de 278 de locuitori.